# São José de Cupertino (título cardinalício)
São José de Cupertino é um título presbiterial instituído em  14 de fevereiro de 2015 pelo Papa Francisco.

## Titulares protetores
- José Lacunza Maestrojuán (desde 2015)